# Benjamin Wittrup Justesen
Benjamin Justesen, né le 1er novembre 1979, est un coureur cycliste danois, spécialiste  du VTT cross-country et du cyclo-cross.

## Palmarès en VTT
- 2010
  -  Champion du Danemark de cross-country
- 2011
  -  Champion du Danemark de cross-country
  -  Champion du Danemark de cross-country marathon
- 2012
  - 2e du championnat du Danemark de cross-country
  - 2e du championnat du Danemark de cross-country marathon
- 2013
  - Mountainbike de Kolding
  - 2e du championnat du Danemark de cross-country
- 2015
  - Mountainbike de Varde
  - 2e du championnat du Danemark de cross-country
  - 2e du championnat du Danemark de cross-country marathon
- 2017
  - 2e du championnat du Danemark de cross-country marathon
- 2018
  - 2e du championnat du Danemark de cross-country marathon
- 2019
  -  Champion du Danemark de cross-country marathon

## Palmarès en cyclo-cross
- 2014-2015
  -  Champion du Danemark de cyclo-cross
- 2018-2019
  - Kronborg Cyclocross, Helsingor

## Palmarès sur route
- 2006
  - 3e du GP Jægerspris
- 2008
  - Kalundborg CC
  - Meilleur grimpeur du Ringerike GP